# 陸軍総司令部 (ドイツ)
陸軍総司令部（りくぐんそうしれいぶ、ドイツ語: Oberkommando des Heeres, 略号：OKH(カナ：オーカーハー)）は、ドイツ国防軍陸軍の最高指揮機関。海軍の海軍総司令部や空軍の空軍総司令部に相当する。陸軍最高司令部とも訳されるが、第一世界大戦時の陸軍最高司令部（OHL）とは異なる。
隷下には参謀本部、人事局、兵器局、国内予備軍、各軍集団がある。

## 国防軍最高司令部との関係
1938年になって新設された国防軍最高司令部との関係については明確に規定されていないが、独ソ戦の開始に伴い陸軍総司令部は東部戦線に展開する軍（Ostheer）の指揮に専念、それ以外の北アフリカ、地中海、バルカン、フランスにおける作戦指導を国防軍最高司令部に譲った。

## 地下司令部
陸軍総司令部は、1939年の開戦直前に完成したベルリン郊外のヴュンスドルフに設けられた地下ブンカー施設に移された。当時から既に防空意識が高く、すべてが地下に構築され、地上は長閑な農村風景が演出されていた。秘匿名称は Maybach I である。国防軍最高司令部のそれは Maybach II と呼ばれていた。1940年4月20日からは2個指揮通信連隊が追加されて陸軍総司令部と軍集団司令部、軍司令部との長距離通信網を充実させた。共用の長距離指揮通信施設（Zeppelin、あるいはAmt 500）である。戦後も駐留ソ連軍司令部が1990年のドイツ再統一まで利用した。現在、ブンカー跡を見学することが出来る。
ベルリン市内のベンドラー街に残された国防省ビルには国内予備軍司令部なとが入っていた。ここは1944年7月20日におけるヒトラー暗殺未遂事件の舞台となった。

## 陸軍総司令官

陸軍統帥部長官旗（1933-1935）

陸軍総司令官旗（1935-1941）

陸軍総司令官旗（1944-1945）

陸軍総司令官（Oberbefehlshaber des Heeres、OBdH）。
| 代 | 画像 | 氏名                               | 階級         | 期間                           |
| -- | ---- | ---------------------------------- | ------------ | ------------------------------ |
| 1  |      | ヴェルナー・フォン・フリッチュ     | 陸軍上級大将 | 1935年 - 1938年                |
| 2  |      | ヴァルター・フォン・ブラウヒッチュ | 陸軍元帥     | 1938年 - 1941年12月19日        |
| 3  |      | アドルフ・ヒトラー                 | ドイツ国総統 | 1941年12月19日 - 1945年4月30日 |
| 4  |      | フェルディナント・シェルナー       | 陸軍元帥     | 1945年4月30日 - 1945年5月8日   |

## 陸軍参謀総長
陸軍参謀総長（Chef des Generalstabes des Heeres）。旧プロイセン参謀総長相当。陸軍総司令官の参謀として補佐する。
| 代 | 画像 | 氏名                   | 階級         | 期間                     |
| -- | ---- | ---------------------- | ------------ | ------------------------ |
| 1  |      | ルートヴィヒ・ベック   | 陸軍上級大将 | 1935年 - 1938年          |
| 2  |      | フランツ・ハルダー     | 陸軍上級大将 | 1938年 - 1942年9月       |
| 3  |      | クルト・ツァイツラー   | 陸軍上級大将 | 1942年9月 - 1944年7月    |
| 4  |      | ハインツ・グデーリアン | 陸軍上級大将 | 1944年7月 - 1945年3月    |
| 5  |      | ハンス・クレープス     | 陸軍歩兵大将 | 1945年3月 - 1945年5月1日 |

## 組織（1938年-1939年）
- 陸軍総司令官（Oberbefehlshaber des Heeres、OBdH）
  - 人事局（ボーデヴィン・カイテル、ヴィルヘルム・カイテルの弟）
  - 陸軍兵器局（フリードリヒ・フロム）
  - 徴兵局
  - 管理局
  - 装甲兵総監（Inspekteur der Schnelltruppen、ハインツ・グデーリアン）
  - 参謀本部（Generalstab des Heeres、ルートヴィヒ・ベック）
    - 第一部（Oberquartiermeister I、フランツ・ハルダー）
      - 第一課（作戦）
      - 第五課（輸送）
      - 第六課（補給）
      - 第九課（地図・測量）
      - 第十課（築城）

    - 第二部（Oberquartiermeister II、カール＝ハインリヒ・フォン・シュテュルプナーゲル）
      - 第四課（教育・訓練）
      - 第十一課（将校教育）

    - 第三部（Oberquartiermeister III, Stapf）
      - 第二課（編制, ヴァルター・ブーレ（英語版））
      - 第八課（技術）

    - 第四部（Oberquartiermeister IV、クルト・フォン・ティッペルスキルヒ）
      - 第三課（西方外国軍）
      - 第十二課（東方外国軍,エーベルハルト・キンツェル（英語版））
      - 駐在武官室（Attache、フリードリヒ・ヴィルヘルム・フォン・メレンティン（英語版））

    - 第五部（Oberquartiermeister V、ヴァルデマール・エアフルト（英語版））
      - 第七課（戦史・記録）

    - 陸軍大学校（Kriegsakademie、クルト・リープマン（英語版））

## 文献
- ゲルハルト・ボルト（ドイツ語版）[1]『ヒトラー 最後の十日間』松谷健二（訳）、TBS出版会、1974年
- バリー・リーチ 『ドイツ参謀本部』戦史刊行会（訳）、原書房、1979年
- ヴァルター・ゲルリッツ（ドイツ語版）『ドイツ陸軍参謀本部興亡史』守屋純（訳）、学習研究社、1998年